# Géographie de Meurthe-et-Moselle
 (novembre 2024).
Si vous disposez d'ouvrages ou d'articles de référence ou si vous connaissez des sites web de qualité traitant du thème abordé ici, merci de compléter l'article en donnant les références utiles à sa vérifiabilité et en les liant à la section « Notes et références ».
Le département de Meurthe-et-Moselle se situe dans le nord-est de la France. Il est bordé par la Moselle à l'est, les Vosges au sud, la Meuse à l'ouest et la frontière avec l'Allemagne au nord.

## Géographie physique
| \| Pays Haut Plateau lorrain Côtes de Moselle Vermois Toulois Saintois La Moselle La Meurthe Roc du Taurupt Vosges gréseuses \| Carte topographique et localisation des régions naturelles dans le département |
| Pays Haut Plateau lorrain Côtes de Moselle Vermois Toulois Saintois La Moselle La Meurthe Roc du Taurupt Vosges gréseuses                                                                                      |

Paysages de Meurthe-et-Moselle :
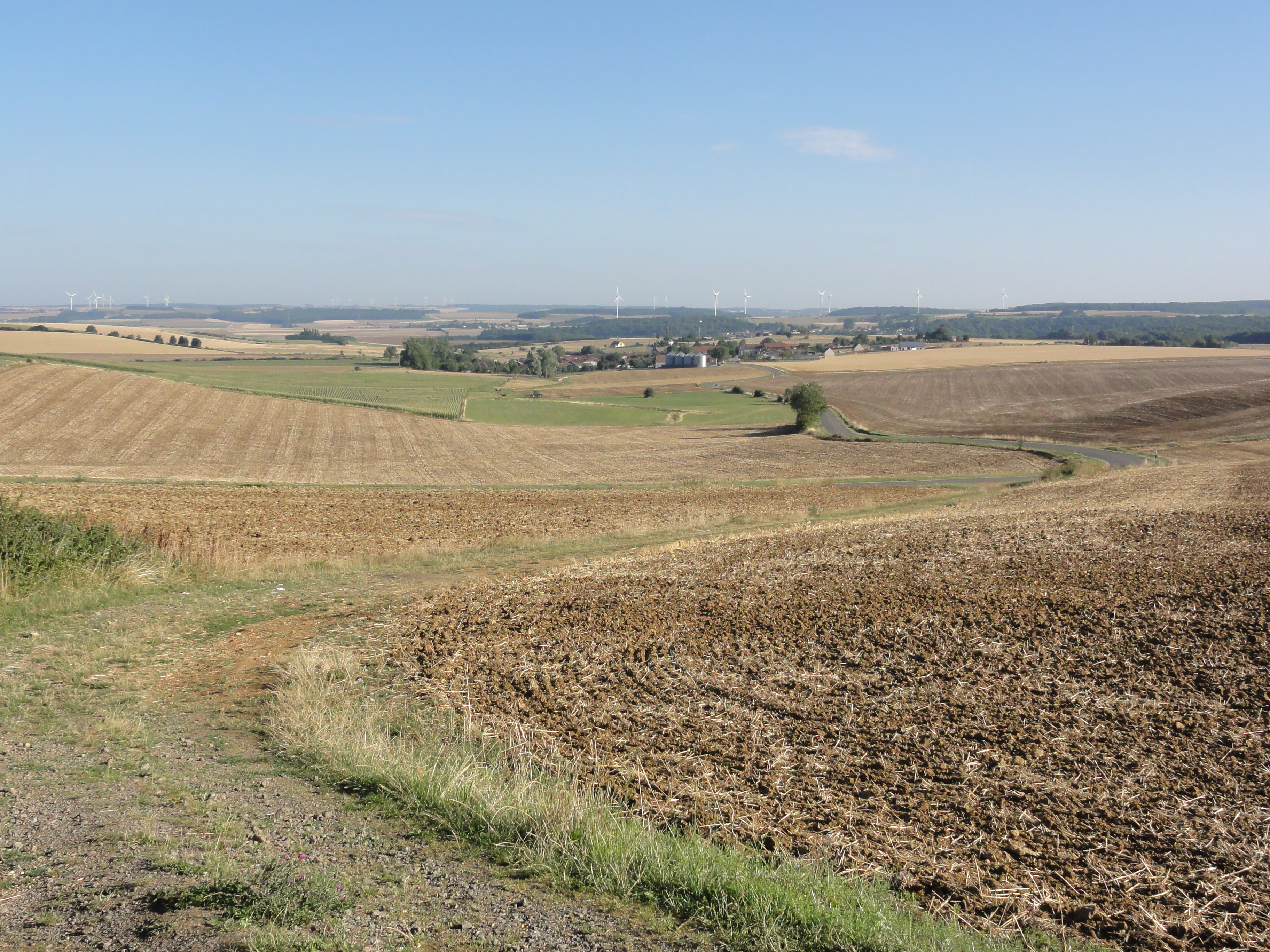
Han-devant-Pierrepont dans le nord.
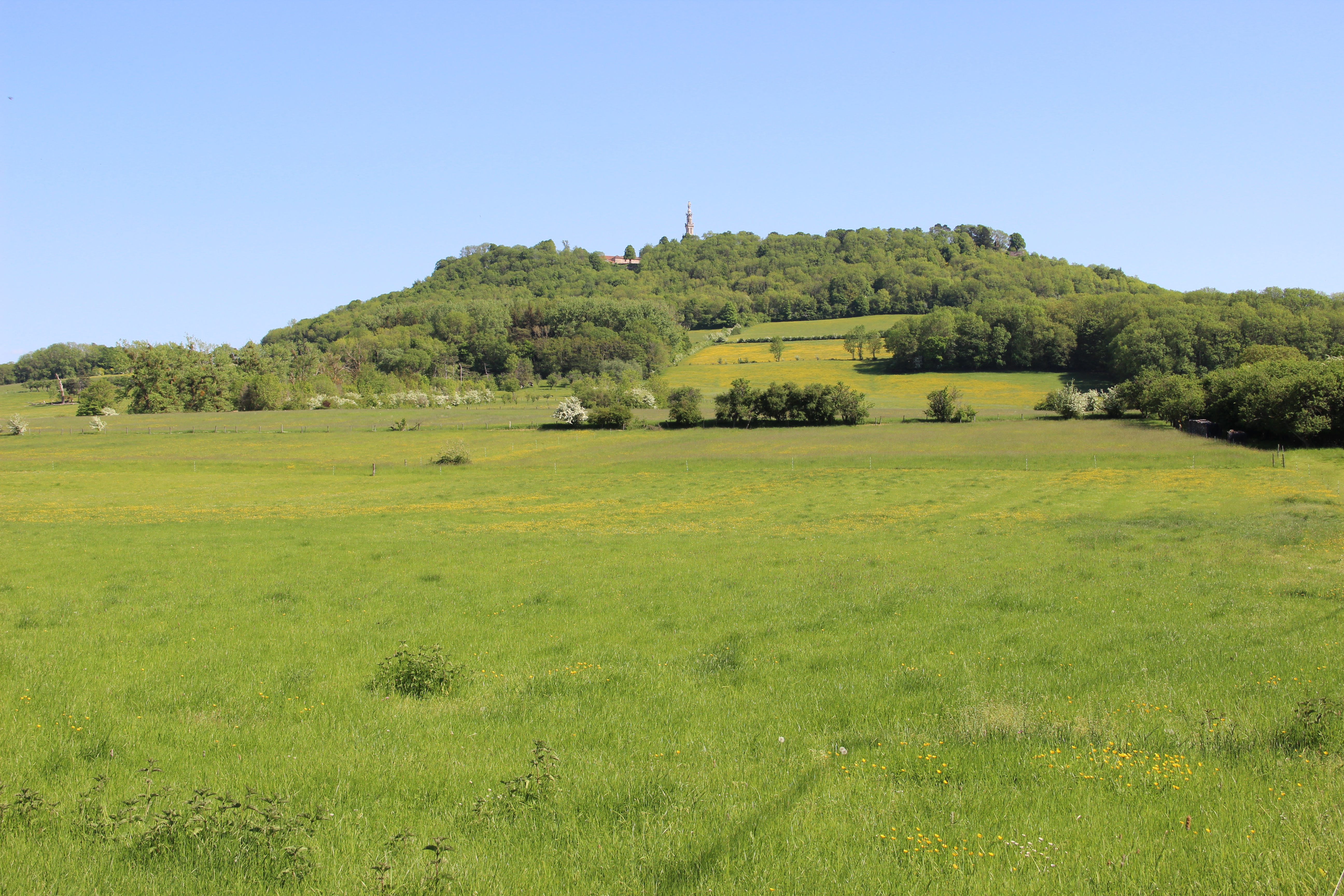
La colline de Sion, tout au sud.
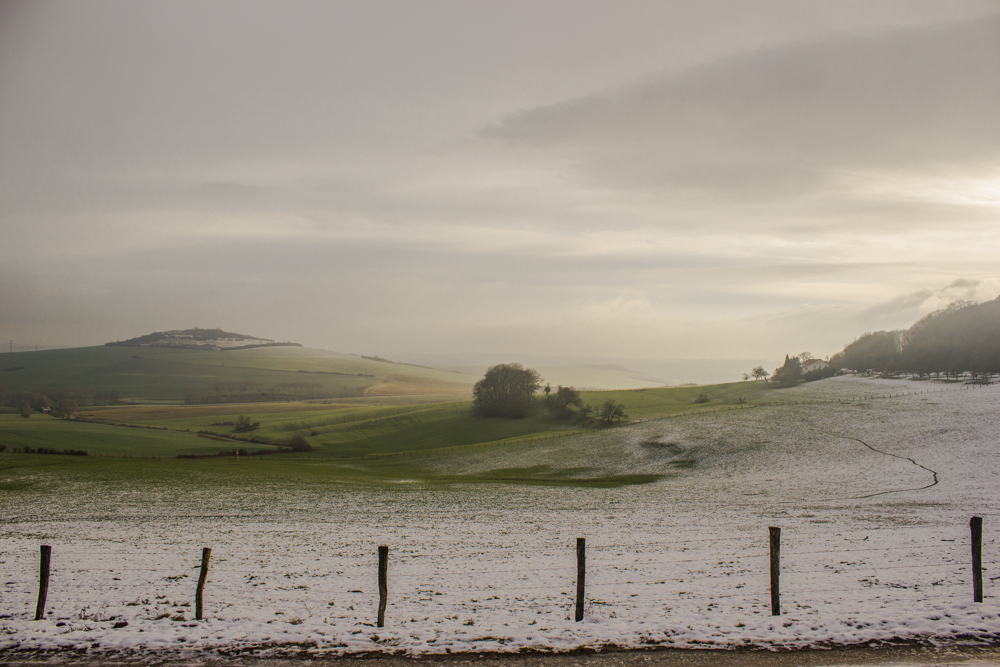
Le Plateau lorrain dans le centre.
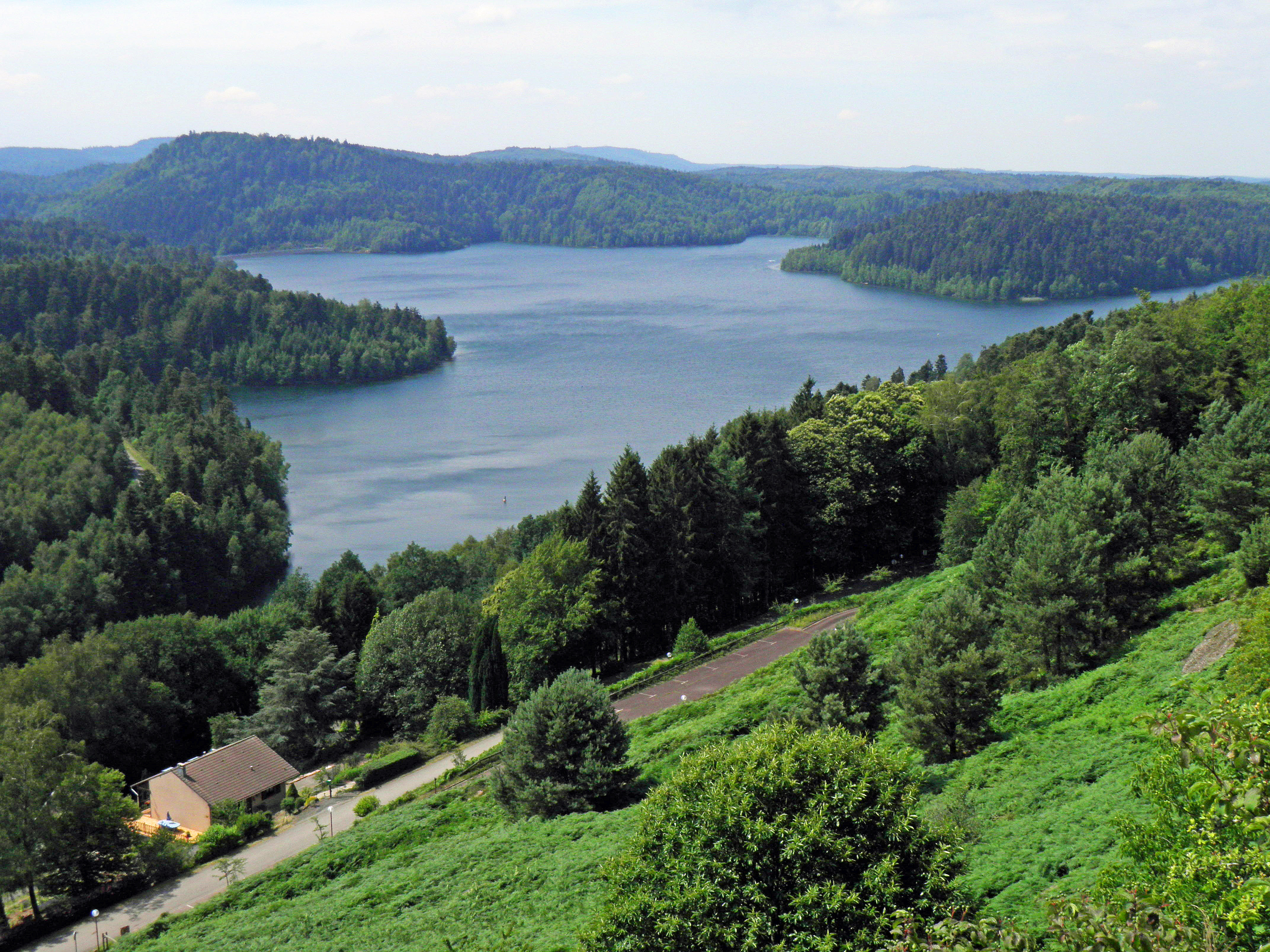
Le lac de Pierre-Percée, dans le Sud-Est vosgien.

### Relief
La Meurthe-et-Moselle est caractéristique des régions périphériques des bassins sédimentaires. Celle-ci était située à l'extrême Est du bassin parisien, les différents paysages constitués de plateaux et cuesta se succèdent d'ouest en est.
Le point culminant du département, 731 m (Roc du Taurupt) se situe dans les Vosges, à la limite avec le Bas-Rhin et les Vosges. La colline de Sion (540 m) est un autre point remarquable du département. Le point le plus bas 171 m se trouve sur la commune de Arnaville.